# Befordúltam a konyhára
A Befordúltam a konyhára Petőfi Sándor verse, amelyet 1843 július–augusztusában Pesten írt. Zenéjét egyes források szerint Szabadi Frank Ignác szerezte Laura-csárdás címen 1856-ban, más források szerint Balázs Árpád. A verset és a dallamot utólag illesztették össze.

## Szöveg, kotta és dallam
| Befordúltam a konyhára, Rágyújtottam a pipára, Azaz rágyújtottam volna, Hogyha már nem égett volna. A pipám javában égett, Nem is mentem én avégett, Azért mentem, mert megláttam, Hogy odabenn szép leány van. | Tüzet rakott eszemadta, Lobogott is, amint rakta; Jaj de hát még szeme párja, Annak volt ám nagy a lángja! Én beléptem, ő rám nézett, Aligha meg nem igézett! Égő pipám kialudott, Alvó szívem meggyúladott. |